# Dendropsophus yaracuyanus
Dendropsophus yaracuyanus är en groddjursart som först beskrevs av Abraham Mijares-Urrutia och Juan A. Rivero 2000.  Dendropsophus yaracuyanus ingår i släktet Dendropsophus och familjen lövgrodor. IUCN kategoriserar arten globalt som otillräckligt studerad. Inga underarter finns listade i Catalogue of Life.